# Vigyázz rám
A Vigyázz rám (eredeti cím: Take Care) 2014-ben bemutatott amerikai dráma filmvígjáték, amelyet saját forgatókönyvéből Liz Tuccillo rendezett.
Világpremierje 2014. július 3-án volt a South by Southwest rendezvényen, az Amerikai Egyesült Államokban december 5-én került a mozikba. Általánosságban negtív véleményeket kapott a kritikusoktól.

## Cselekmény
A cselekmény középpontjában egy fiatal nő áll, akit elüt egy autó; rájön, az igazi barátai nem akarnak törődni vele, miközben gyógyul. Ekkor kénytelen segítségül hívni volt barátját, akiről úgy gondolja, tartozik neki, mivel egyedül ő gondoskodott róla, amikor a kapcsolatuk alatt a rák ellen küzdött.

## Szereplők
| Szerep                          | Színész             | Magyar hang     |
| ------------------------------- | ------------------- | --------------- |
| Frannie                         | Leslie Bibb         | Magyar Viktória |
| Rachel                          | Tracee Chimo        |                 |
| Lawrence                        | Kevin Curtis        |                 |
| Fallon                          | Nadia Dajani        | Kelemen Kata    |
| Jodi                            | Betty Gilpin        | Solecki Janka   |
| Jason                           | Michael Godere      | Markovics Tamás |
| Laila                           | Marin Ireland       |                 |
| Janet nővér                     | Elizabeth Rodriguez |                 |
| Devon                           | Thomas Sadoski      | Bor László      |
| Kyle                            | Michael Stahl-David | Gacsal Ádám     |
| Wu séf                          | Tim Wu              |                 |
| barát (stáblistán nem szerepel) | Heena Shim          |                 |

### Magyar változat
- Magyar szöveg: Borsos Dávid
- Felvevő hangmérnök: Darvas Bence
- Hangmérnök és vágó: Hegyessy Ákos
- Gyártásvezető: Mészáros Szilvia
- Szinkronrendező: Tarján Péter
- Produkciós vezető: Legény Judit

A szinkront a Laborfilm Szinkronstúdió készítette el.

## Fogadtatás
A Rotten Tomatoes weboldalon 25%-os értékelést kapott 12 pozitív kritika a alapján, az átlagértékelése 3,2 pont a 10-ből. A A Metacritic oldalán 100-ból 34 pontot kapott (8 kritika alapján), ami „általánosságban kedvezőtlen kritikát” jelent. Glenn Kenny a RogerEbert.com-tól két csillagot adott a filmre. Sandie Angulo Chen a Common Sense Media munkatársa ötből két csillagot adott a filmre.